# Simone Sabouret
Simonne Henriette Sabouret, född Roussel 19 oktober 1893 i Paris, död 31 oktober 1974 i Châtenay-Malabry i Hauts-de-Seine, var en fransk konståkare. Hon deltog i olympiska spelen i Antwerpen 1920 (sjunde plats) och Chamonix 1924 (nionde plats) i paråkning tillsammans med sin man Charles Sabouret.